# Памятник Абаю Кунанбаеву (Алма-Ата)
Памятник Абаю Кунанбаеву — памятник, установленный на площади Абая в Алма-Ате в 1960 году. Авторы: скульптор Хакимжан Наурызбаев, архитектор Иван Белоцерковский.

## Описание
Общая высота монумента — 13 м. Скульптура отлита из бронзы. Форма постамента — трапециевидная, выполнена из красного гранита. Фигура Абая — в движении. В левой согнутой руке он держит книгу, а правой придерживает полы накинутого на плечи чапана. Голова мыслителя выполнена объёмно. Лицу придано выражение задумчивости, взгляд устремлён в будущее. Философскую настроенность поэта, незаурядность его личности подчёркивает монументальность фигуры, цельность пластического решения памятника.

## Создание
В начале 1950-х годов был объявлен конкурс на памятник Абаю в Алма-Ате. Его скульптор Хакимжан Наурызбаев рассказывал:
Памятник планировали открыть к 1954 году, когда отмечалось пятидесятилетие со дня смерти Абая. Тогда же был объявлен конкурс на лучший образ Абая. Я принял в нём участие и мои работы понравились. Одну из них поставили в оперном театре. Сейчас она куда-то исчезла. Даже не могу сказать, где она.
Однако памятник было решено поставить только в 1960 году — к 115-летию со дня рождения Абая. Претендентов было много, но создавать монумент поручили Наурызбаеву. Так как памятник Абаю должен был стать первым монументом города, встал вопрос, где найти мастерские, в которых можно было сделать памятник общей высотой 13,7 м.
Я присмотрел механические мастерские при сельскохозяйственном институте. Там мне выделили что-то наподобие тамбура. Тамбур был узенький, но с высоким потолком. Рабочие мастерских называли это пространство «бочкой». Когда памятник был готов, они мне сказали, что гордятся тем фактом, что Абай был создан в их «бочке».
Перед началом работы скульптор ездил на родину Абая, общался с местными аксакалами, по возвращения в Алма-Ату обратился в Академию наук с просьбой по рекомендовать ему консультанта. Ему рекомендовали родственника Абая, писателя Мухтара Ауэзова, который согласился консультировать Наурызбаева. Каждое утро по пути на работу скульптор заходил к Ауэзову в дом, где сейчас расположен дом-музей Ауэзова.
Писатель почти каждый день приходил в механические мастерские вместе с другими писателями, художниками, гостями из других республик. Из-за тесноты помещения всего Абая разглядеть было невозможно, Ауэзов одобрительно кивал и говорил, что всё хорошо. Когда работа над памятником была закончена, его транспортировали во двор мастерских. Приехали специалисты с ленинградского завода «Монумент-скульптура», где должны были отливать памятник из бронзы, и готовились его забрать. Скульптор позвонил Ауэзову, и тот пришёл, как обычно, со своими гостями. На этот раз писатель резко раскритиковал всю работу, увидев её целиком. Наурызбаев сильно расстроился, примерно через десять дней он доделал работу и вновь пригласил Ауэзова. «Вот это — Абай» — сказал писатель.